# Paralaea polysticha
Paralaea polysticha är en fjärilsart som beskrevs av Goldfinch 1944. Paralaea polysticha ingår i släktet Paralaea och familjen mätare. Inga underarter finns listade i Catalogue of Life.